# 普埃布拉圍城戰 (1863年)
普埃布拉圍城戰發生於1863年3月16日至5月17日，是法國武裝干涉墨西哥中的一場決定性的戰役。法軍在前期的勝利後向墨西哥城進軍，在普埃布拉遭到墨西哥軍隊的激烈抵抗。

## 背景
法軍於1862年開始向墨西哥城推進，但於1862年5月5日在普埃布拉意外的被擊敗。夏爾·德·洛倫斯將軍被解職，由1862年9月抵達維拉克魯斯州的埃利·弗雷德里克·福雷將軍接任指揮。在冬季，法國人準備在1863年再次發動進攻，在普埃布拉，墨西哥軍隊在奧爾特加將軍的指揮下建造了新的防禦工事，包括聖澤維爾堡壘

## 圍城
圍攻開始於3月16日，由弗朗索瓦·阿希爾·巴贊和菲利克斯·杜懷將軍領導的包圍行動開始。3月18日，法軍成功斷絕守軍與外界的聯繫，3月22日，墨西哥軍隊的救援失敗了。
3月29日，法國軍隊首次襲擊了聖澤維爾堡壘。面對墨西哥人的強烈抵抗，法國人花了20個小時才在一場混戰中取得勝利。3月31日，法軍佔領了瓜達盧皮塔修道院，使得抵抗更加凶猛。墨西哥軍隊在每條街道上都設置路障，迫使法軍陷入巷戰。與此同時，法軍再次擊退了墨西哥軍隊的支援部隊。
4月25日，在未能佔領聖伊內斯修道院後，法軍決定堅守陣地，等待攻城炮的到來。而護送攻城炮的任務由法國外籍兵團進行。在這次運送中，發生了著名的卡梅倫戰役。
從5月5日起，伊格納西奧·科蒙福特將軍試圖打破圍困，但在聖巴勃羅德爾蒙特戰役和聖羅倫索戰役的進攻均失敗。5月8日，7,000名墨西哥部隊嘗試了一次突圍，但被巴贊將軍擊退。
5月16日，被圍困的墨西哥駐軍要求停戰；5月17日，駐軍投降。5月19日，法軍佔領了城市，通往墨西哥城的道路現已暢通。